# Roland Hüttenrauch
Roland Hüttenrauch (né le 26 janvier 1928 à Oberlungwitz, Saxe, Allemagne; mort le 12 janvier 2006, Istanbul, Turquie). À partir de 1967 il est gérant de Stiftung Warentest, puis directeur de 1972 à 1994.

## Biographie
Après l'abitur en 1946 Roland Hüttenrauch fait des études à l’université de Leipzig et à l’université technique de Berlin, où il obtient le diplôme d'ingénieur en physique et passe en 1961 son doctorat dans le domaine de l’optique électronique. Il travaille comme enseignant dans la formation des ingénieurs et en freelance auprès de Arbeitsgemeinschaft der Verbraucherverbände (Groupement des associations de consommateurs, aujourd'hui Verbraucherzentrale Bundesverband - Fédération Allemande des Organisations des Consommateurs).
Peu de temps après la création de Stiftung Warentest Hüttenrauch est nommé chef du département technique et participe de manière décisive à l'élaboration des essais comparatifs et, de fait, à la renommée de Stiftung Warentest sur le plan national et international. En 1967 il succède à Olaf Triebenstein et prend la gestion de la fondation; en 1972 il en devient le directeur et reste à ce poste jusqu'à sa retraite en 1994. Il est alors nommé membre du conseil d'administration jusqu'en 1999. Son successeur à la tête de Stiftung Warentest est Werner Brinkmann.
Roland Hüttenrauch est considéré en Allemagne comme le fondateur de l'essai comparatif et fut à ce titre récompensé en 1988 lorsqu'il obtient la croix d'officier de l'ordre du Mérite de la République fédérale d'Allemagne (Bundesverdienstkreuz 1. Klasse). 

## Publications choisies
- The methodology of comparative product testing, paru dans: Journal of Consumer Policy, Springer Netherlands 1, 2 (mars 1977), pages 143 à 150
- Gebrauchstauglichkeit und Gebrauchswert, chapitre 35, paru dans: Handbuch Qualitätsmanagement, Hanser Fachbuchverlag (1999), 4e édition
- Einige Einflüsse der Rechtsprechung auf die Arbeitsmethodik der Stiftung Warentest, paru dans: Vergleichender Warentest: Testpraxis, Testwerbung, Rechtsprechung, édition: Verlag Moderne Industrie, Landsberg/Lech (1986), pages 25 à 34
- Roland Hüttenrauch im Munzinger Archiv
- Pressemitteilung der Stiftung Warentest vom 17. Januar 2006